# NK Lašvanska dolina Baar
NK Lašvanska dolina je amaterski hrvatski nogometni klub iz Baara, Zug, Švicarska. Okuplja hrvatske iseljenike iz Lašvanske doline. Osnovan je 1992. godine. Predsjednik je Berislav Dotlo. Većina članova su Hrvati iz Lašvanske Doline, ali ih ima i iz različitih mjesta Hrvatske i Bosne i Hercegovine. Klub svake godine organizira različite aktivnosti za članove i prijatelje: planinarenje u proljeće i jesen, izlet u Europapark za djecu, vikend za skijaše, dvodnevni nogometni turnir u dvorani i godišnju zabavu koja se tradicionalno održava u Baaru. 2019. godine prvi put su organizirali nešto novo i ponudili 29. lipnja program na otvorenom svim uzrastima.

## Vanjske poveznice
- Facebook NK Lašvanska dolina